# Knute Johnsgaard
Knute Johnsgaard (Whitehorse, 5 dicembre 1992) è un ex fondista canadese.

## Biografia
Johnsgaard, attivo in Nor-Am Cup dal dicembre del 2009, in Coppa del Mondo ha esordito il 16 dicembre 2012 a Canmore (56°) e ha ottenuto il primo podio il 22 gennaio 2017 a Ulricehamn (3°). Ai Mondiali di Lahti 2017, suo esordio iridato, si è classificato 56º nella 15 km, 55º nella 50 km, 53° nella sprint e 53º nello skiathlon; ai XXIII Giochi olimpici invernali di Pyeongchang 2018, sua prima presenza olimpica, si è classificato 69º nella 15 km, 62º nello skiathlon e 9° nella staffetta.

## Palmarès

### Coppa del Mondo
- Miglior piazzamento in classifica generale: 152º nel 2016
- 1 podio (a squadre):
  - 1 terzo posto